# Wilczyniec (góra)
Wilczyniec (887 m n.p.m.) – wzniesienie w południowo-zachodniej Polsce, w Sudetach Wschodnich, w Masywie Śnieżnika – Krowiarkach.

## Położenie
Wzniesienie, położone w Sudetach Wschodnich, w północno-wschodniej części Masywu Śnieżnika, w grzbiecie Krowiarek odchodzącym ku północnemu wschodowi od Przełęczy Puchaczówka, około 4,2 km na południowy zachód od miasteczka Stronie Śląskie. Na południu łączy się z Pasiecznikiem. Ku północnemu wschodowi ciągnie się grzbiet w kierunku Przełęczy pod Chłopkiem, oddzielającym Wilczyniec od Chłopka i dalszego grzbietu Krowiarek. Jedno z większych wzniesień Krowiarek, w kształcie kopca, o dość stromych zboczach z wyraźnie podkreśloną częścią szczytową.

## Budowa geologiczna
Wzniesienie o zróżnicowanej budowie geologicznej, zbudowane ze skał metamorficznych należących do metamorfiku Lądka i Śnieżnika, głównie łupków łyszczykowych, podrzędnie z wapieni krystalicznych (marmurów kalcytowych i dolomitowych) serii strońskiej.

## Roślinność
Wzniesienie w całości porasta las mieszany regla dolnego.

## Turystyka
Przez szczyt prowadzą szlaki turystyczne:
- zielony – fragment szlaku prowadzący ze Stronia Śl.  na Przełęcz Puchaczówka i dalej.
- czerwony – fragment szlaku prowadzący ze Złotego Stoku przez Przełęcz Puchaczówka na Śnieżnik i dalej.